# Euphaedra (Euphaedrana) proserpina
Euphaedra (Euphaedrana) proserpina es una especie de  Lepidoptera, de la familia Nymphalidae,  subfamilia Limenitidinae, tribu Adoliadini, pertenece al género Euphaedra, subgénero (Euphaedrana).

## Subespecies
- Euphaedra (Euphaedrana) proserpina proserpina
- Euphaedra (Euphaedrana) proserpina tisiphona (Hecq, 1983)

## Localización
Esta especie y las subespecies (Lepidoptera), se encuentran localizadas en Nigeria y Camerún (África). 